# Ленинградский институт красной профессуры при ЦИК СССР
Ленинградский институт красной профессуры при ЦИК СССР — педагогическое высшее учебное заведение, существовавшее с 1930 по 1938 год для подготовки высококвалифицированных кадров партийных, научных и педагогических работников.

## Основная история
В 1930 году Постановлением СНК СССР на базе аспирантуры Ленинградского института марксизма (ЛИМ) и Экономического и Аграрного институтов Ленинградского отделения Коммунистической академии (ЛОКА) был создан Ленинградский институт подготовки кадров красной профессуры. В этом же году после слияния Ленинградского отделения Коммунистической академии с Ленинградским институтом подготовки кадров красной профессуры, в его структуре были созданы институты: советского строительства и права, исторический, философский, экономический, аграрный, естествознания и литературы, искусства и языка. В 1931 году в Ленинградском институте истории ВКП(б) был создан филиал историко-партийного отделения ЛИКП.
В 1933 году Постановлением ЦК ВКП(б) Ленинградский институт подготовки кадров красной профессуры был реорганизован в Ленинградский объединенный институт красной профессуры, входивший в Комитет по заведованию учёными и учебными учреждениями при ЦИК СССР. В новом Положении института было прописано что Ленинградский объединенный институт красной профессуры является высшим учебным заведением, готовившим кадры высококвалифицированных научно-педагогических и партийных работников в области марксизма-ленинизма. В структуру института вошло восемь учебных отделений: советского строительства и права, философского, экономического, исторического (в том числе с историко-партийным сектором), аграрного, заочно-консультационного, подготовительного и подготовки кадров и Курсы ВКП(б) при институте. Срок обучения в институте на подготовительном отделении   составлял два года, на основных отделениях — три года, для подготовки специалистов в области мирового хозяйства и теоретической экономики — четыре года.
7 января 1938 года на основании решения Президиума ЦИК СССР Ленинградский объединенный институт красной профессуры вместе с другими институтами красной профессуры, в том числе с Московским институтом красной профессуры был расформирован.

## Известные выпускники и преподаватели
- Старых, Алексей Алексеевич
- Винокурова, Людмила Петровна
- Ларионов, Алексей Николаевич
- Малышев, Александр Ильич
- Павлов, Пётр Михайлович